# Michel Jamet
Pour les articles homonymes, voir Jamet.
Michel Jamet est un peintre-lithographe et littérateur français né le 2 septembre 1947.

## Liste partielle des publications
- Joute assassine, L'Harmattan, 2013  (ISBN 9782336290966)
- Photos réussies, L'Harmattan, 2011  (ISBN 9782296564404)
- Photos manquées, suivi de Clichés anciens, L'Harmattan, 2010  (ISBN 9782296128057)
- Dans l'azur nos mains, L'Harmattan, 2007,  (ISBN 9782296043213)
- Haute soit la rive, L'Harmattan, 2006  (ISBN 9782296004221)
- Monts-princes, poèmes et dessins, Éditions Mémoire vivante, 2005  (ISBN 9782903011611)
- Les sept glaives, L'Harmattan, 2000  (ISBN 9782738484543)
- Le dernier mot, L'Harmattan, 1999  (ISBN 9782738479570)
- L'alternative libérale : La Droite paradoxale de Raymond Bourgine, Éditions de la Table ronde, 1986  (ISBN 9782710302865)
- La presse périodique en France, collection U2, Armand Colin, 1983  (ISBN 9782200321857)
- Charles Baudelaire. Œuvres complètes, préface de Claude Roy, notes et notices de Michel Jamet, Ed. Robert Laffont, 1980 (collection Bouquins, Robert Laffont, 2011)